# Gursarai
Gursarai é uma cidade e um município no distrito de Jhansi, no estado indiano de Uttar Pradesh.

## Geografia
Gursarai está localizada a 25° 37′ N, 79° 11′ L. Tem uma altitude média de 174 metros (570 pés).

## Demografia
Segundo o censo de 2001, Gursarai tinha uma população de 22,991 habitantes. Os indivíduos do sexo masculino constituem 53% da população e os do sexo feminino 47%. Gursarai tem uma taxa de literacia de 67%, superior à média nacional de 59.5%: a literacia no sexo masculino é de 76% e no sexo feminino é de 56%. Em Gursarai, 15% da população está abaixo dos 6 anos de idade.